# 藤原貞憲
藤原 貞憲（ふじわら の さだのり）は、平安時代後期の貴族・歌人。藤原南家貞嗣流、少納言・藤原通憲（信西）の次男。官位は従四位下・権右中弁。

## 経歴
対策に及第したのち、少納言や飛騨守を歴任する。正五位下・右衛門権佐に叙任されたのち、後白河院政期初頭の保元3年（1158年）保元の乱後権力を握っていた父・信西の差配により右少弁に五位蔵人を兼ね三事兼帯の栄誉に浴す。
平治元年（1159年）5月に従四位下・権左少弁に叙任され、閏5月には上﨟の左少弁・藤原朝方を越えて権右中弁に昇任される。しかし、同年12月に平治の乱が発生して信西が敗死すると、信西の子息は流罪となり、貞憲は土佐国への配流に処された。一説では、出家するもまもなく追っ手の兵士の手で殺害されたともいう。いずれにしても、翌永暦元年（1160年）には兄弟の俊憲・成憲らが平安京に召し返されている一方で、貞憲にそのような形跡はなく、乱後まもなく没したか。
勅撰歌人として『千載和歌集』に和歌作品1首が採録されている。

## 官歴
注記のないものは『弁官補任』による。
- 時期不詳：対策[3]
- 保延6年（1140年） 日付不詳：飛騨守[2]
- 時期不詳：少納言[3]
- 時期不詳：正五位下。右衛門権佐。摂津守
- 保元3年（1158年） 8月10日：右少弁、権佐守如元。11月26日：五位蔵人、止守（三事兼帯）
- 平治元年（1159年） 5月1日：従四位下（臨時）、権左少弁、去佐。閏5月25日：権右中弁（依為四位、越左少弁朝方）。12月10日：解官（依父信西縁坐也）。12月13日：流罪（土佐国）[3]

## 系譜
『尊卑分脈』による。
- 父：藤原通憲（信西）
- 母：高階重仲の娘
- 生母不詳の子女
  - 男子：藤原光憲
  - 男子：貞雅
  - 男子：貞覚
  - 男子：実玄
  - 男子：貞慶（1155-1213）
  - 男子：貞円